# ぐるっと高松
“ぐるっと高松”公共交通を育てる会（-たかまつ こうきょうこうつう-そだ-かい）とは、香川県高松市に活動の本拠を置く、高松市の公共交通の活性化・再生を目的に活動している市民団体。

## 沿革
- 1997年8月　当時の高松市が、募集したまちづくり協働事業「高松まちづくりゼミナール“がんばれ高松”」で、交通部門としてテーマが採択される。このとき、グループ名「ぐるっと高松」が誕生する。
- 1998年7月「がんばれ高松」の活動期間終了。しかし、引き続き公共交通の活性化のために活動したいというメンバーの意向が強く、市民団体『ぐるっと高松』公共交通を育てる会として活動を継続する。
- 1999年、再び「高松まちづくりゼミナール“がんばれ高松”」の活動グループとして採択される。以降、「高松まちづくりゼミナール“がんばれ高松”」事業化が諸事情により中止された1年間を除く、2003年12月まで、同ゼミにおける中核的なグループとして様々な活動を実施。
- 2003年12月、会内会議にて次期の「高松まちづくりゼミナール“がんばれ高松”」への応募をしないことを決定、再び市民団体として活動を継続する。これは、会の抱える事情もあったが、延べ5年以上高松まちづくりゼミナールで活動しており、そろそろ新しい団体に参加の機会を与えるべきではないか、との意見もあったためである。また、活動が、市予算の関係上、1年間に限られ、その間に何らかの成果を出し、発表をしなければいけない点が、公共交通という長期的に活動しなければなかなか成果の出ない問題にはなじまない、との意見もあったとされる。
- 2019年5月10日、解散。公式ブログも閉鎖された。

## 組織
- リーダー1名、書記1名、会計1名をおいている。
- 参加条件は、「高松の公共交通に関心があること」。高松の公共交通を良くしたい、そのために何か活動したければ特に参加条件はない。
- ただ、ミーティングが高松市の高松女性センターで開催される関係上、高松市および周辺市の住民でないと、実質的な参加は難しい。しかし、視察・見学は自由である。下記公式ホームページよりメールで相談されたい。
- 過去に会員として活動していたメンバーが転勤や仕事の都合ででミーティングに参加できなくなっても、メールなどを通して、会の運営に参加することが可能である。
- メンバー構成は会社員、公務員、主婦、その他とバラエティに富んでいる。年齢層も幅広い。
- メンバーには、海外生活が長く、ドイツなどの公共交通の先駆的事例の多い都市の事例を豊富に持っている人間もいる。一方、国内の鉄道、バスに非常に詳しい「鉄道ファン」もいる。そのため、会では、多くの事例と可能性を、現行の道路運送法、鉄道事業法などに縛られずに検討、ディスカッションしている。
- メンバーの1人が、国土交通省四国運輸局の「交通アドバイザー会議」委員として活動している。ミーティングにおける意見交換内容はこのメンバーを通じて交通アドバイザー会議上で発表されている。

## 活動の成果
同会は、高松の公共交通活性化に関する意見提言を随時、行政機関(具体的には国土交通省四国運輸局、香川県、高松市長および高松市都市計画課、高松琴平電気鉄道、ことでんバスなど)にしている。また、「がんばれ高松」で年1回必須となっていた成果発表会や交通アドバイザー会議などでも提言をしている。以下の成果は、当会が直接それらのきっかけとなったとは限らないが、事業開始前に提言を行っているなど、一定の成果が得られたと思われる事例である。
- 高松市内循環バスの運行。
  - 市民病院線の運行延長（現在の市民病院ループバス）
  - ショッピング循環バス、レインボー循環バス（現在のショッピング・レインボー循環バス）
- 民事再生法を申請し、一旦事実上倒産した高松琴平電気鉄道、コトデンバス（当時）に対する行政特別支援。（香川県・高松市および合併前の高松市周辺市町村）
- ことでん志度線、大町-志度間の日中20分ヘッド化。
- ことでん終電の運行時間繰り下げ。
- ことでんバス医大病院線を、国立療養所線（現在の高松医療センター）と一体化し、ことでん高田駅まで延長運転。
- ことでんバスのアイドリングストップ励行。（2007年、バスターミナルアンケートから出た意見が採用された。）

## 近年の活動
- 菜の花サミットの企画展示に協力したことから、バイオマス燃料の普及に力を入れている。
- 同様に、バス停に、木材でできた「木のベンチ」を設置する運動にも積極的である。
- 2007年、高松駅バスターミナル利用者に対して、利便性を問う簡単なアンケートを実施。トイレが遠い、待合所が狭い、のりばがわかりにくいなどの意見が出た。特に、高速バスがターミナルの手前側、近郊バスがターミナルの奥側に位置し、バスの利用には、高速バスや高松駅止まりのバスが頻繁に往来する、信号のない横断歩道を横断しなければならず、危険を感じる利用者が多数いることが明らかになった。現在、この結果を関係各所に持ち込み検討を要請している。

## 余談
- 時々、丸亀市が運行し、琴参バスが運行を受託しているコミュニティバス「ぐるっと」の運行を支援する団体と勘違いされる方がいるが、これは丸亀市が運行主体となっており、関係ない。